# 莫里斯冰川 (南喬治亞島)
莫里斯冰川（英語：Morris Glacier），是南極洲的冰川，位於南喬治亞島，最終注入島嶼灣的海豹灣，由美國的鳥類學家繪入地圖，現時由英國海外領土管轄。